# 弗朗索瓦丝·姆班戈·埃托内
弗朗索瓦丝·姆班戈·埃托内（法語：Françoise Mbango Etone，1976年4月14日—），喀麥隆田径运动员。她於2004年為喀麥隆奪得首面奧運金牌，其後短暫退役結婚產子，2008年北京奧運復出，並於三級跳項目以破奧運紀錄卫冕了奧運金牌。

## 外部連結
- 弗朗索瓦丝·姆班戈·埃托内在的頁面